# Mathieu Lowis
Mathieu (Thieu) Lowis (Eisden, 19 januari 1935 - Maaseik, 2 februari 2025) was een Belgisch senator.

## Levensloop
Lowis volgde klassieke humaniora aan het college van de Kruisheren van Maasmechelen en werd in 1957 regent in de lichamelijke opvoeding en in 1965 licentiaat in de kinesitherapie aan de Katholieke Universiteit Leuven. Hij werd beroepshalve kinesist.
Hij werd politiek actief voor de Volksunie en was voor deze partij van 1972 tot 1982 OCMW-raadslid en van 1983 tot 2000 gemeenteraadslid van Dilsen-Stokkem. Van 1981 tot 1985 zetelde hij eveneens in de Belgische Senaat als provinciaal senator voor Limburg.
Na het uiteenvallen van de Volksunie werd Lowis in 2001 lid van de N-VA. Voor deze partij was hij van 2007 tot 2018 terug OCMW-raadslid en van 2013 tot 2018 opnieuw gemeenteraadslid van Dilsen-Stokkem.

## Bron
- Laureys, V., Van den Wijngaert, M., De geschiedenis van de Belgische Senaat 1831-1995, Lannoo, 1999.